# شوزم أسود
شوزم أسود (الاسم العلمي:Psiadia nigrescens) هو نوع من النباتات يتبع جنس الشوزم من الفصيلة النجمية.